# Mei Shigenobu
Mei Shigenobu (en japonès: 重信 メイ Shigenobu Mei) (Beirut, 1 de març de 1973) és una periodista japonesa, filla de la membre de l'Exèrcit Roig Japonès Fusako Shigenobu i d'un palestí, suposadament cap del Front Popular per a l'Alliberament de Palestina (FPAP). Algunes agències de notícia han donat el seu nom com a May Shigenobu.

## Orígens
Nascuda a Beirut, la capital del Líban, l'1 de març de 1973, els seus pares formaren part de dos grups armats comunistes. El seu pare fou un dirigent palestí del Front Popular per a l'Alliberament de Palestina (FPAP) que, en cap moment, fou anomenat per ella per raons de seguretat, i la seva mare, Fusako Shigenobu, fou una de les membres més prominents de l'Exèrcit Roig Japonès.
Després que tres guerrillers japonesos pel FPAP - Operacions Externes perpetressin la massacre de l'aeroport de Lod, a Israel, el 30 de maig de 1972, dirigents de l'FPAP i altres activistes japonesos esdevingueren objectius d'assassinat per a les autoritats israelianes. Com a venjança a l'atac, el portaveu de l'FPAP Ghassan Kanafani fou assassinat el 8 de juliol de 1972 per l'agència d'intel·ligència israeliana Mossad mitjançant una bomba al cotxe. La seva mare, Fusako Shigenobu, fou reclamada l'any 1974 per la Interpol per presumpte implicació en el segrest amb ostatges de l'ambaixada francesa a La Haia, de manera que Mei s'hagué de moure freqüentment i utilitzar diferents àlies per a eludir represàlies dels enemics de la seva mare.
Durant la seva infantesa visqué alguns dels anys en camps de refugiats palestins del Líban. Durant els mesos d'absència de la seva mare fou criada durant mesos pels camarades de l'organització armada, així com per amics i seguidors àrabs; mentre que el seu pare biològic fou assassinat en algun moment de la seva infantesa.
Tingué l'educació primària en diverses escoles del Líban i en altres països que rebutjà anomenar. Estudià Periodisme a la Universitat Libanesa, així com es traslladà a la Universitat Americana de Beirut, al Líban, per a continuar la seva educació superior en els estudis de llicenciatura de Relacions Internacionals. Durant aquells anys, aprengué a parlar fluentment àrab i anglès, però amagà els seus coneixements de japonès, tement que si es conegués la seva identitat com a filla de Fusako Shigenobu, la seva mare pogués ser capturada.
Legalment no esdevingué ciutadana de cap estat del món fins al març de 2001 quan rebé la ciutadania japonesa.

## Retorn al Japó
Sortí de la clandestinitat després de la captura de la seva mare a Osaka, i visità Japó per primer cop l'abril de 2001, esdevenint el primer fill d'un membre de l'Exèrcit Roig Japonès a retornar al Japó en cinc anys. El desembre de 2001 fou motiu de controvèrsia quan impartí una xerrada a una escola pública de la prefectura de Kanagawa sobre gastronomia i cultura àrab a instància d'un mestre del centre; l'ambaixada israeliana de Tòquio envià una queixa a l'escola, descrivint el debat com a "descarat i políticament predisposat" a sentiments anti-israelians. Llavors començà a treballar com a mestra d'anglès en ena escola particular de Tòquio. Advocats, acadèmics, becaris, periodistes, escriptors i activistes japonesos respongueren signant una petició de protesta contra el govern i l'ambaixada israeliana constatant que Mei ja era una ciutadana japonesa amb el dret de llibertat d'expressió al Japó.
Posteriorment treballà de presentadora de televisió al programa d'actualitat política News no Shinsō, del canal de televisió per cable japonès Asahi Newstar (el canal de notícies de TV Asahi). Actualment retransmet en àrab sobre el Japó com a corresponsal a Tòquio del Middle East Broadcasting Center (MBC), canal en àrab i per satèl·lit dels Emirats Àrabs Units.
L'any 2011 obtingué el doctorat en Ciències de la Comunicació a la Universitat Doshisha, fent recerca en el desenvolupament dels mitjans de comunicació àrabs, i l'efecte dels canals per satèl·lit en societats àrabs (el cas d'Al Jazeera).
Es considera partidària de la creació de l'estat palestí i crítica amb Israel. A diferència del rebuig mostrat per Bettina Röhl, filla d'Ulrike Meinhof, al documental Children of the Revolution, veu les accions de la seva mare amb orgull, fins al punt de considerar-la un model a seguir, repetint igual que ella, que aquells eren temps diferents, a la vegada que declarà al periòdic The Standard que «no hi hi havia cap mitjà d'obtenir atenció de mitjans de comunicació», i, amb els mitjans de comunicació actuals, altres mecanismes resultarien més eficaços.
Intentà justificar les activitats armades del grup dient que a les dècades de 1970 i 1980 la gent tenia «valors morals» molt diferents, com també «sensibilitats i maneres de pensar» diferents, assegurant que la sentència contra la seva mare hauria de considerar-se invàlida des del moment que els actes criminals tenien objectius polítics i, per tant, no s'haurien de condemnar sinó oferir una «solució política».

## En la cultura popular
El novembre de 2006 aparegué a la pel·lícula 『9.11-8.15-日本心中-』 ("9/11-8/15 Japan Pack Suicide") de Nobuyuki Oura. També aparegué a ドキュメンタリー頭脳警察 ("Documentaly on Zunou Keisatsu"), un documental de 2009 presentant la vida de la banda de rock japonesa "Zunou Keisatu" 頭脳警察 (Cervell de Policia), liderada pel cantant Panta.
L'any 2010 interpretà a una periodista esportiva a la pel·lícula de ficció japonesa sobre patinatge artístic Coach. Aquell mateix any, juntament amb la seva mare, aparegué a la pel·lícula documental de Shane O'Sullivan, Children of the Revolution, estrenada al Festival Internacional de Documentals d'Amsterdam.
L'any 2011 interpretà, juntament amb el director de cinema i membre de l'Exèrcit Roig Japonès Masao Adachi, a la pel·lícula experimental d'Eric Baudelaire ''The Anabasis of May and Fusako Shigenobu, Masao Adachi, and 27 years without Images, que fou estrenada al 22è Festival Internacional de Cinema de Marsella.
El 10 de setembre de 2012 aparegué com a convidada al programa Free Word del canal de televisió Al Mayadeen, presentat per George Galloway.

## Publicacions
- 秘密―パレスチナから桜の国へ 母と私の28年 ["Secrets - des dePalestina al país dels cirerers, 28 anys amb la meva mare"], Kōdansha, maig 2002, ISBN 4-06-210859-3
- 中東のゲットーから ["Des dels ghettos de l'Orient Mitjà"], Weitsu, febrer 2003, ISBN 4-901391-31-3
- 「アラブの春」の正体　欧米とメディアに踊らされた民主化革命 ["La "Primavera Àrab". Com Occident i els mitjans de comunicació la va interpretar"], Kadokawa Publishers, octubre 2012